# Saudiarabien i olympiska sommarspelen 1984
Saudiarabien deltog i de olympiska sommarspelen 1984 med en trupp bestående av 37 deltagare. Ingen av landets deltagare erövrade någon medalj.

## Bågskytte
Herrarnas individuella
- Mansour Hamaid – 1998 poäng (→ 59:e plats)
- Faisal al Basam – 1993 poäng (→ 61:a plats)
- Yousef Jawdat – 1716 poäng (→ 62:a plats)

## Cykling
Herrarnas linjelopp
- Abdullah Al-Shaye — fullföljde inte (→ ingen placering)
- Hasan Alabsi — fullföljde inte (→ ingen placering)
- Ali Al-Ghazawi — fullföljde inte (→ ingen placering)
- Mohammed Al-Shanqiti — fullföljde inte (→ ingen placering)

## Fotboll
Herrar
Gruppspel
|              | Spelade | Vinster | Oavgjorda | Förluster | Gjorda mål | Insläppta mål | Poäng |
| ------------ | ------- | ------- | --------- | --------- | ---------- | ------------- | ----- |
| Brasilien    | 3       | 3       | 0         | 0         | 6          | 1             | 6     |
| Västtyskland | 3       | 2       | 0         | 1         | 8          | 1             | 4     |
| Marocko      | 3       | 1       | 0         | 2         | 1          | 4             | 2     |
| Saudiarabien | 3       | 0       | 0         | 3         | 1          | 10            | 0     |

## Fäktning
Herrarnas florett
- Majed Abdul Rahim Habib Ullah
- Khaled Fahd Al-Rasheed
- Abdullah Al-Zawayed

Herrarnas värja
- Jamil Mohamed Bubashit
- Mohamed Ahmed Abu Ali
- Rashid Fahd Al-Rasheed

Herrarnas värja, lag
- Mohamed Ahmed Abu Ali, Rashid Fahd Al-Rasheed, Jamil Mohamed Bubashit, Nassar Al-Dosari